# نوط الجريح
نوط الجريح من الأوسمة العراقية. ولقد صدر هذا النوط في العراق عام 1982، ومنح للضباط وأفراد القوات المسلحة العراقية المصابين والجرحى في حرب الخليج الأولى. وهناك نسختان من هذا النوط: عراقية وأجنبية بجودة أفضل.